# Président de tribunal judiciaire (France)
En France, le président de tribunal judiciaire est un magistrat du siège qui est chargé de diriger, animer, administrer, organiser, représenter et coordonner les services d'un tribunal judiciaire.
Il exerce ses fonctions de direction en collaboration avec le procureur de la République, qui gère le parquet, et le directeur de greffe, qui gère le greffe. Il est assisté d'un ou de plusieurs vice-présidents ou premiers vice-présidents.
Comme tout juge, il exerce également des fonctions juridictionnelles, dont certaines, comme le contentieux de l'urgence (référés), qui lui sont réservées (avec possibilité de délégation).
Il est nommé par un décret du président de la République sur proposition du Conseil supérieur de la magistrature (CSM), conformément à l'article 65 de la Constitution.

## Histoire

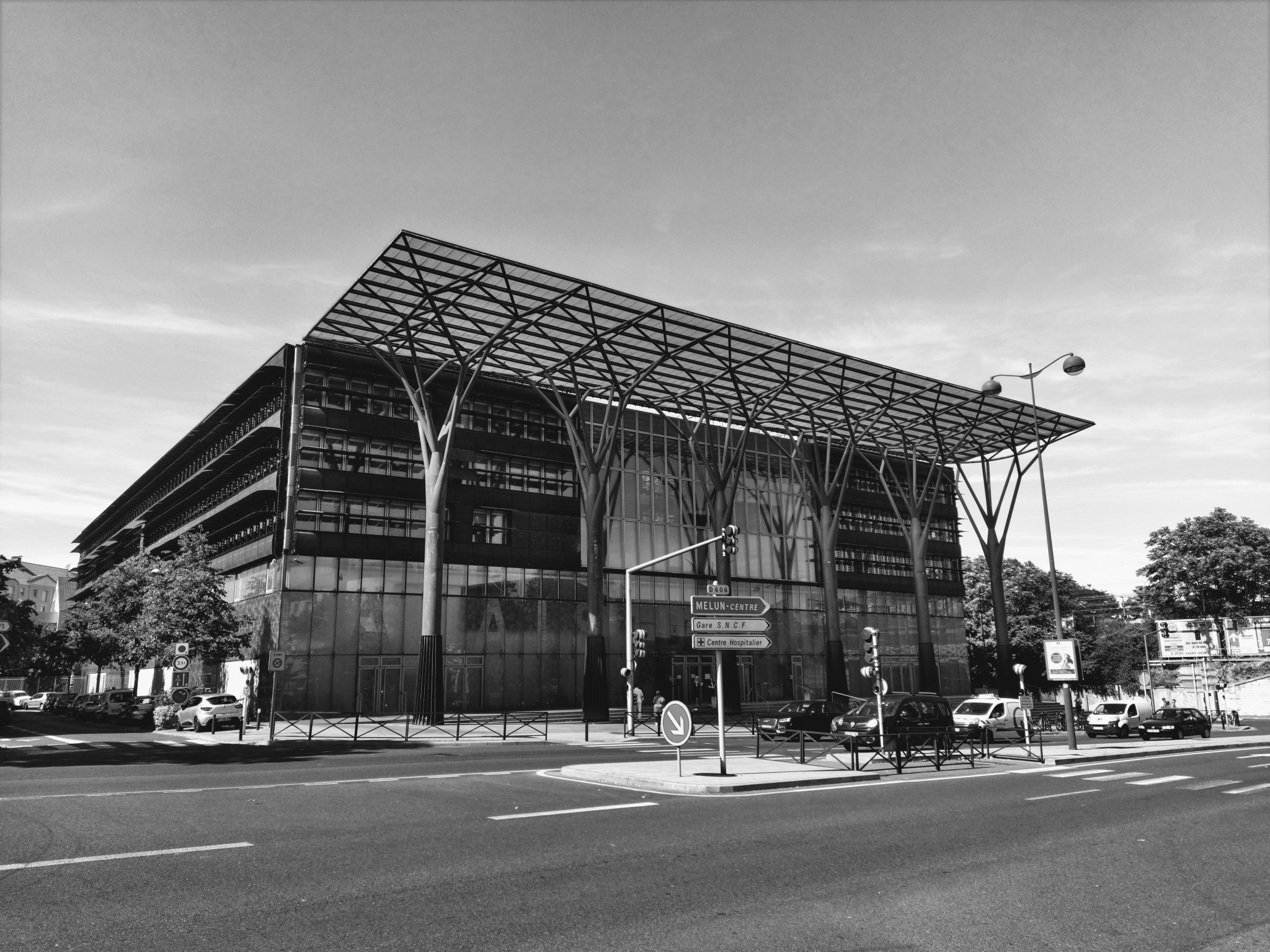
En 2020, le tribunal grande instance de Melun est devenu le tribunal judiciaire de Melun comme l'ensemble des autres structures de même nature en France

En France, le tribunal judiciaire a remplacé le 1er janvier 2020 le tribunal de grande instance et le tribunal d'instance, prévue par la loi de programmation 2018-2022 et de réforme pour la Justice du 23 mars 2019. Cette modification a entrainé, de facto, la création du poste de président de tribunal judiciaire.

## Statut
Le président du tribunal judiciaire est le coordinateur du tribunal judiciaire et représente l'ensemble des magistrats du siège. Selon le code de l'organisation judiciaire, dans son article R212-3:
« Le tribunal judiciaire est organisé en une ou plusieurs chambres et en différents services. Certains services peuvent regrouper des chambres.

Chacune des chambres est présidée par le président du tribunal judiciaire, un premier vice-président ou un vice-président, ou à défaut, par le magistrat du siège dont le rang est le plus élevé. »

## Dans la culture populaire
- Dans le film L'Auberge rouge, réalisé par Claude Autant-Lara, sorti en 1951, l'aubergiste, un assassin de voyageurs, apprend d'un moine de passage que le jeune garçon qui l'accompagne est le fils du président du tribunal de Privas. Alors qu'il voulait marier sa fille à un gendarme pour se protéger en cas de problèmes judiciaires, le moine, client de l'auberge et informé sur le statut de l'aubergiste, lui préconise plutôt que leur fille se marie avec un juge et même un président de tribunal[3].

- L'ouverture du bâtiment du nouveau tribunal de Paris coïncide avec la création du tribunal judiciaire de paris et de la nomination de son premier président, Stéphane Noël, le 1er janvier 2020[4].